# Villers-Vicomte
Villers-Vicomte è un comune francese di 156 abitanti situato nel dipartimento dell'Oise della regione dell'Alta Francia.

## Società

### Evoluzione demografica
Abitanti censiti